# Condition des femmes en Afghanistan
Pour un article plus général, voir Droits de l'homme en Afghanistan.
La condition des femmes en Afghanistan est particulièrement mauvaise, dans un pays traditionnellement patriarcal et ayant connu de nombreuses années de guerre civile.
Après des progrès obtenus sous le règne de Mohammad Zaher Shah puis de l'occupation soviétique, la condition de vie des femmes se dégrade, dans un contexte de conflits militaires, de difficultés économiques et de l'application de la charia depuis 1992. L'arrivée des talibans au pouvoir en 1996 renforce cette situation. Après qu’ils ont été chassés en 2001, et durant vingt ans, de nouveaux progrès ont lieu, bien que limités. La reprise du pouvoir par les talibans après le départ des troupes occidentales, en 2021, entraîne une nouvelle régression des droits des femmes allant jusqu'à l'organisation, en 2024, de leur invisibilité par l'obligation d'obstruer ou murer les fenêtres de leur foyer, et de leur musellement par l'interdiction de parler en public.

## Histoire

### Avant leXXesiècle
Malalai Anaa est une héroïne populaire nationale en Afghanistan pour avoir participé en 1880 à la victoire de Maiwand contre les Britanniques, bataille lors de laquelle elle est tuée.

### Années 1910-1920

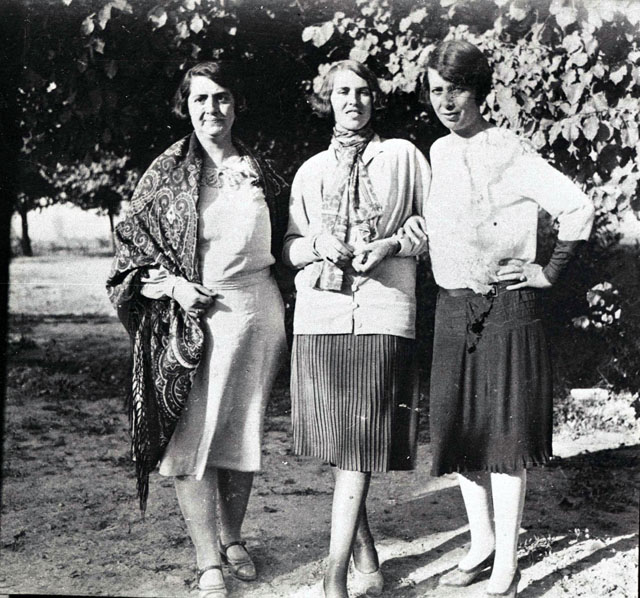
Afghanes en 1927.

Émir puis roi d'Afghanistan à partir de 1919, Amanullah Khan lance un vaste programme de réformes afin de moderniser le pays, comprenant notamment l'amélioration de la condition des femmes. Il interdit le mariage forcé et la polygamie et soutient l'éducation des filles. Son épouse, la reine Soraya Tarzi, est remarquée lors de la tournée européenne du couple en 1928 en ne portant pas le voile islamique. Ces initiatives provoquent toutefois de nombreux mécontentements à travers le pays et il finit par être renversé en 1929. Son successeur, le brigand Habibullah Ghazi, annule toutes ses réformes et met en place un régime religieux autocratique. Il est lui-même vaincu et l'ancienne monarchie est restaurée, mais la majeure partie des réformes libérales d'Amanullah ne sont pas rétablies.

### Règne de Mohammad Zaher Shah (1933-1973)

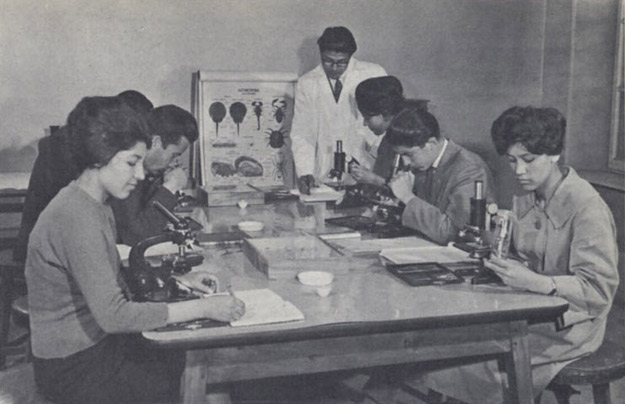
Cours de biologie à l'université de Kaboul dans les années 1950.

En 1959, les Afghanes sont officiellement autorisées à retirer leur tchador. Dans les années 1960, dans le cadre d'un objectif plus général de moderniser le pays et de l'ouvrir au monde, le roi Mohammad Zaher Shah poursuit cette politique de libéralisation de la condition des femmes, afin qu'elles puissent se vêtir comme elles l'entendent, étudier et travailler. La Constitution de 1964 donne aux femmes le droit de vote et d'éligibilité. Aux élections législatives de 1965 (en), les premières ouvertes aux femmes, quatre deviennent députées (Roqia Abubakr, Khadija Ahrari, Masuma Esmati-Wardak et Anahita Ratebzad)) et deux sénatrices (Aziza Gardizi et Homeira Seljuqi). La même année, Kubra Noorzai devient la première femme ministre de l'histoire du pays. La reine Humaira Begum apparaît dans les médias habillée à l'occidentale, sans voile, ce qui déplaît aux conservateurs musulmans. À Kaboul ouvrent des cinémas, des clubs de jazz ou encore des cafés mixtes, tandis que des touristes européens et américains visitent le pays en compagnie de leurs épouses non voilées.
Mais ces rapides changements se cantonnent à la capitale et aux classes intellectuelles et aisées, alors que dans les campagnes, souvent lointaines, pauvres et où la population est illettrée, les traditions ancestrales perdurent. Par exemple, les familles continuent d'y avoir le droit de vendre leurs filles à leur futur gendre ou de les échanger contre des terrains. Ces conditions de vies sont très éloignées de celles que présente une célèbre photographie de 1972, où figurent trois jeunes Afghanes en minijupe. Son autrice, Laurence Brun, raconte a posteriori que ce genre de tenue était rare, et inimaginable en dehors de certains quartiers urbains, où les femmes qui le portaient cohabitaient d'ailleurs avec d'autres, voilées. L'image continue pourtant d'être utilisée pour tenter de présenter un Afghanistan aux mœurs libérées par rapport aux régressions qui suivront ensuite alors que, comme le résume Le Monde, la libération des femmes en Afghanistan à l'époque a été « très fragile et limitée ».
Le Parti démocratique populaire d'Afghanistan met en place, en 1966, l'Organisation démocratique des femmes d'Afghanistan (en) (Sazman-i Demokratik-i Zanan-i Afghanistan, DOAW), en remplacement de l'Association de protection des femmes fondée en 1946, sous la présidence d'Anahita Ratebzad.
À partir de 1969, une famine causée par la sécheresse provoque la mort de dizaines de milliers de paysans, contribuant à la chute de la monarchie en 1973.

### République puis république pro-soviétique (1973-1992)

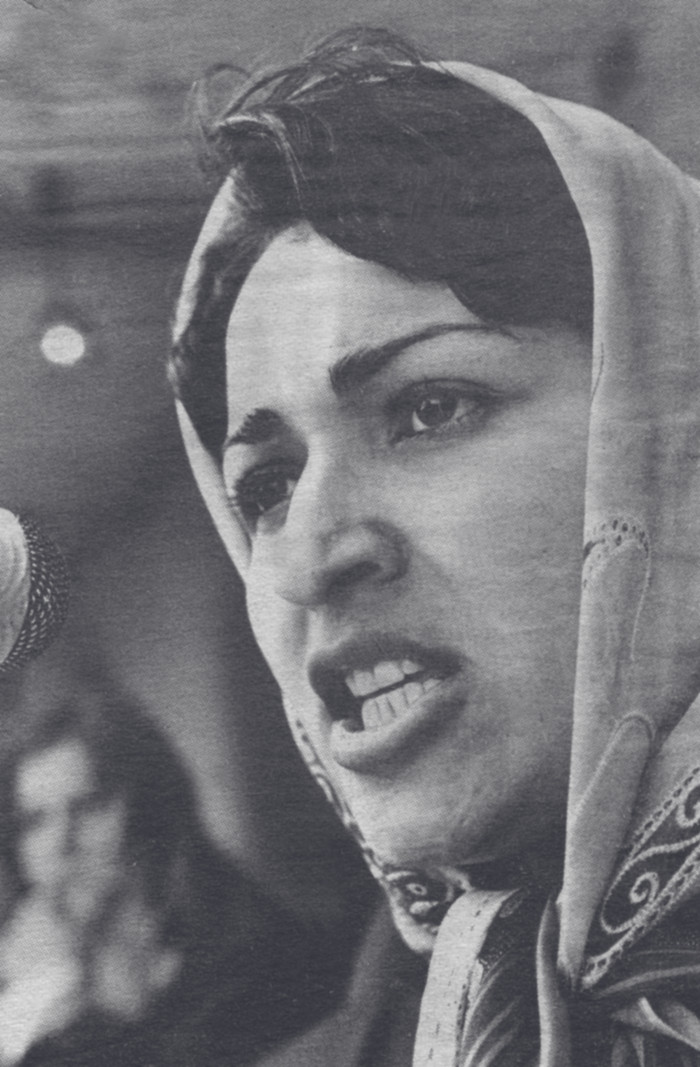
La féministe Meena Keshwar Kamal en 1982.

Une république est instaurée par des militaires formés en URSS et le cousin de l'ancien roi, Mohammad Daoud Khan, devient chef de l'État. Fondée en 1977 par la poétesse féministe Meena Keshwar Kamal, l'Association révolutionnaire des femmes en Afghanistan œuvre à la défense de leurs droits. Après avoir tourné le dos à Moscou l'année précédente, le président Daoud Kahn est assassiné en 1978 et un régime pro-soviétique est mis en place, la république démocratique d'Afghanistan. Une série de réformes sociales est décrétée : l'égalité des droits entre femmes et hommes (notamment d'étudier et de travailler) et l'école obligatoire pour les filles, tandis que la dot est supprimée et que le voile est interdit dans l'espace public, dans un contexte plus global de réduction de la place de la religion (prohibition de la prière, fermeture de mosquées). Les conservateurs des campagnes accueillent très mal ces réformes, tout comme les islamistes, pour qui l'État doit être musulman.
Entre 1979 et 1989, une guerre oppose l'État afghan laïc, soutenu par l'URSS, aux moudjahidines, soutenus par les États-Unis, dans le contexte plus général de la guerre froide. Les seconds l'emportent et s'ensuit la dislocation de l'URSS.
En 1989, deux femmes sont admises dans pour la première fois dans l'armée de l'air afghane : Laliuma Nabizada et Latifa Nabizada, qui obtiennent leur licence de pilote d'hélicoptère en 1991.
En 1990, Mohammad Najibullah dissout l'Organisation démocratique des femmes d'Afghanistan et la remplace par le Conseil des femmes afghanes, Shura-i-Sarasari-i-Zanan-i-Afghanistan (AWC), dont le principal objectif est la promotion de la position des femmes dans la famille. Le Conseil est présenté comme « moins politique et plus social ».

### État puis émirat islamique d'Afghanistan (1992-2001)

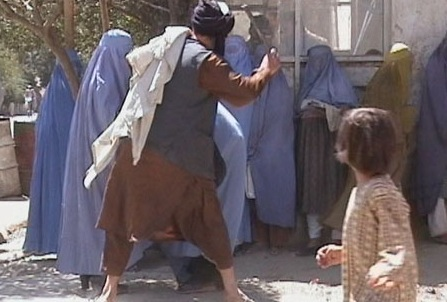
Taliban de la police religieuse battant une femme à Kaboul en août 2001.

Après le départ des Soviétiques, la charia est progressivement instaurée, entre mai et juillet 1992, et dans un pays en butte aux combats entre factions, le sort des femmes se dégrade, à la fois en raison du sort économique et militaire communs à tous les Afghans mais aussi à cause de la régression de leurs droits et la restriction de certaines libertés fondamentales.
À l'issue de la guerre de 1992-1996, les talibans s'emparent du pouvoir. Sous l'émirat islamique d'Afghanistan (1996-2001), les droits des femmes régressent encore plus, celles-ci étant interdites d'étudier et d'exercer un métier. Le port de la burqa devient obligatoire ; les femmes ne le portant pas sont fouettées par les agents du ministère pour la Promotion de la vertu et la Répression du vice.
En 1999, un article signé par la féministe Noreen Shanahan appelle à lutter contre l'apartheid de genre en Afghanistan.

### Intervention militaire occidentale, chute des talibans et nouvelles avancées (2001-2021)
Après l'intervention militaire occidentale de 2001 qui chasse les talibans et installe de nouvelles institutions, de nombreux progrès sont faits concernant la condition des femmes, qui peuvent à nouveau étudier et travailler, même s'ils restent surtout cantonnés aux grandes villes et souvent de manière superficielle. En 2001, Sima Samar devient ministre de la Condition féminine. En 2005, Malalai Joya devient à 27 ans la plus jeune députée de l'hémicycle, ce qui ne l'empêche pas d'être agressée par d'autres parlementaires ni d'avoir été l'objet de tentatives d'assassinat. En 2014, le pays compte 27,7 % de femmes députées à l'Assemblée nationale (la moyenne mondiale étant de 21,7 %), un nombre de femmes multiplié par quatre dans la police par rapport à 2007 et par trois dans la justice par rapport à 2001. Mais les femmes policières ne sont pas acceptées et elles seront nombreuses à être assassinées par les talibans, comme Islam Bibi, la sous-lieutenant Negar ou Malalaï Kakar.
On compte des actrices ou encore des journalistes (un tiers de la rédaction de 1TV) même si une partie de la population continue de critiquer cette mise en avant, alors que la sécurité des femmes n'est pas assurée (la députée Fawzia Koofi a plusieurs fois été menacée de mort par les talibans, qui recommencent une guérilla dans les campagnes). Au sein même de l'Assemblée, les députés ultra-conservateurs essaient de supprimer la disposition de la loi électorale garantissant un quota de 25 % de sièges aux femmes dans les conseils provinciaux ; celle-ci est finalement ramenée à 20 %. Ils réussissent en revanche à faire retirer une proposition de loi visant à sanctionner les violences contre les femmes (une disposition existe depuis 2009 mais n'a pas force de loi). Ils refusent ce qu'ils appellent des influences occidentales qui contreviennent à la charia.
Entre 2001 et 2014, sous la présidence d'Hamid Karzai, les violences domestiques, les meurtres commis à l'encontre de femmes ainsi que les viols et les attaques à l'acide augmentent. En 2015, Farkhunda Malikzada, une Afghane de 27 ans, est publiquement lynchée et assassinée par une foule à Kaboul à la suite d'accusations mensongères.
En 2011, l'armée de l'air ouvre officiellement ses portes aux femmes et Niloofar Rahmani devient la première pilote d'aéronefs à voilure fixe dans le pays.
En 2015, Najiba Ayubi est nommée par le président Ashraf Ghani pour diriger le ministère des Affaires féminines mais n'est pas confirmée par l'Assemblée nationale.

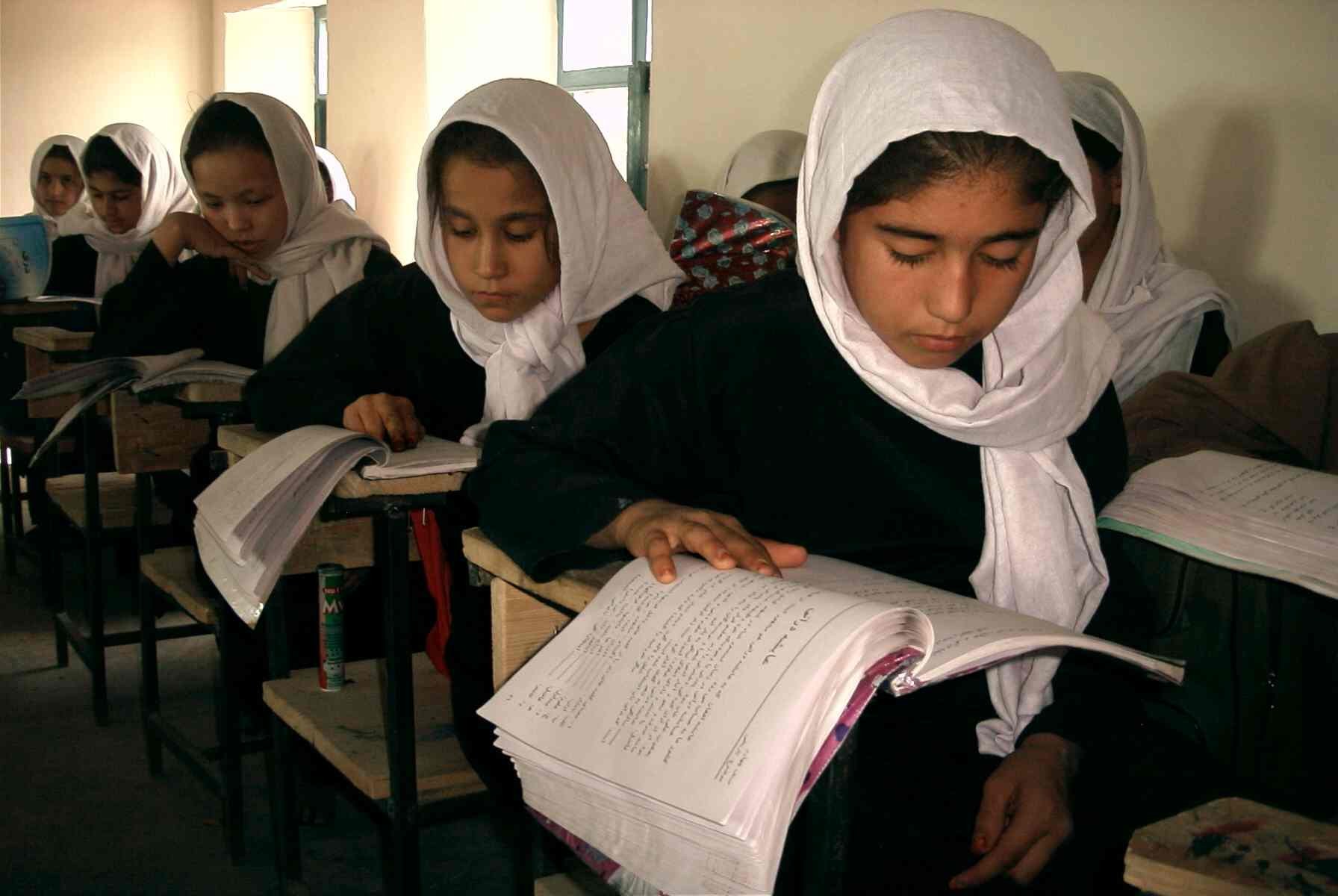
Élèves de la province de Samangan, en 2006.
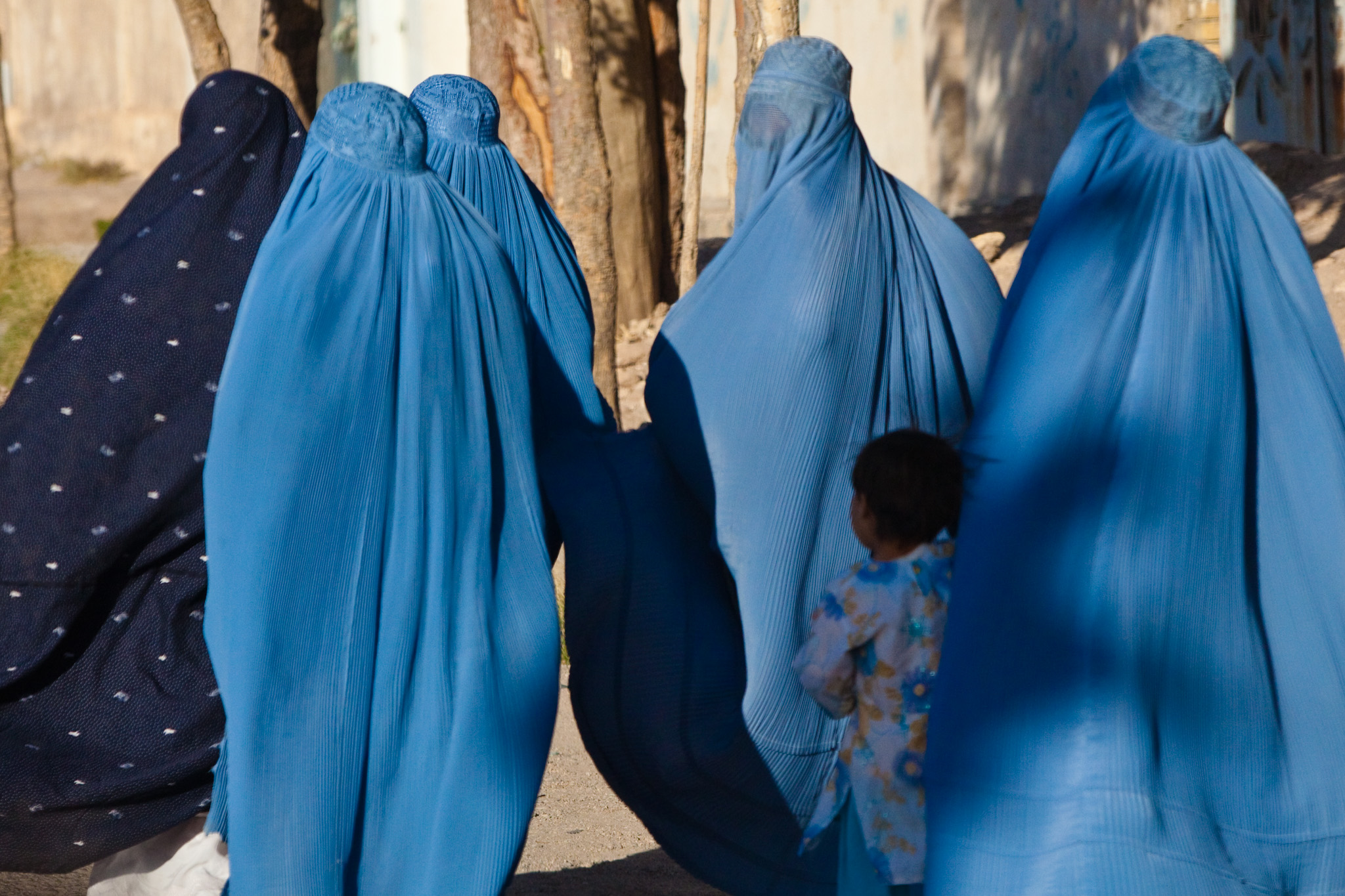
Femmes afghanes portant la burqa, en 2009.
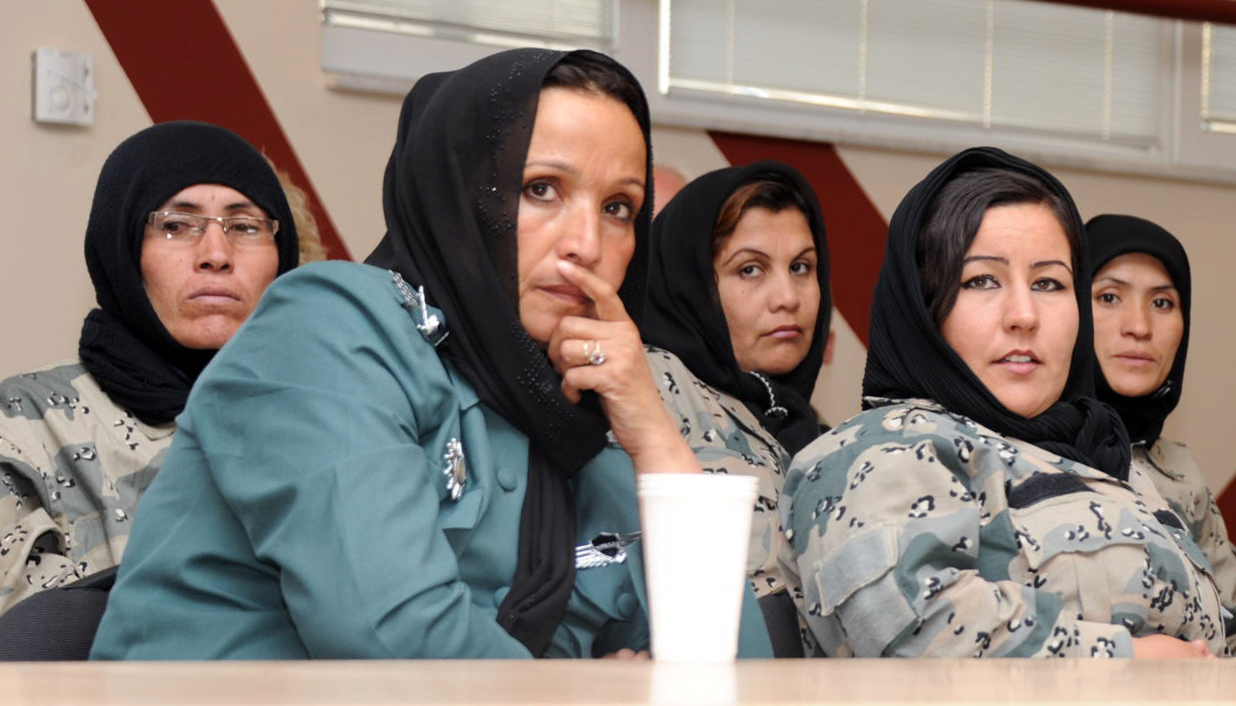
Femmes officiers de police en 2010.
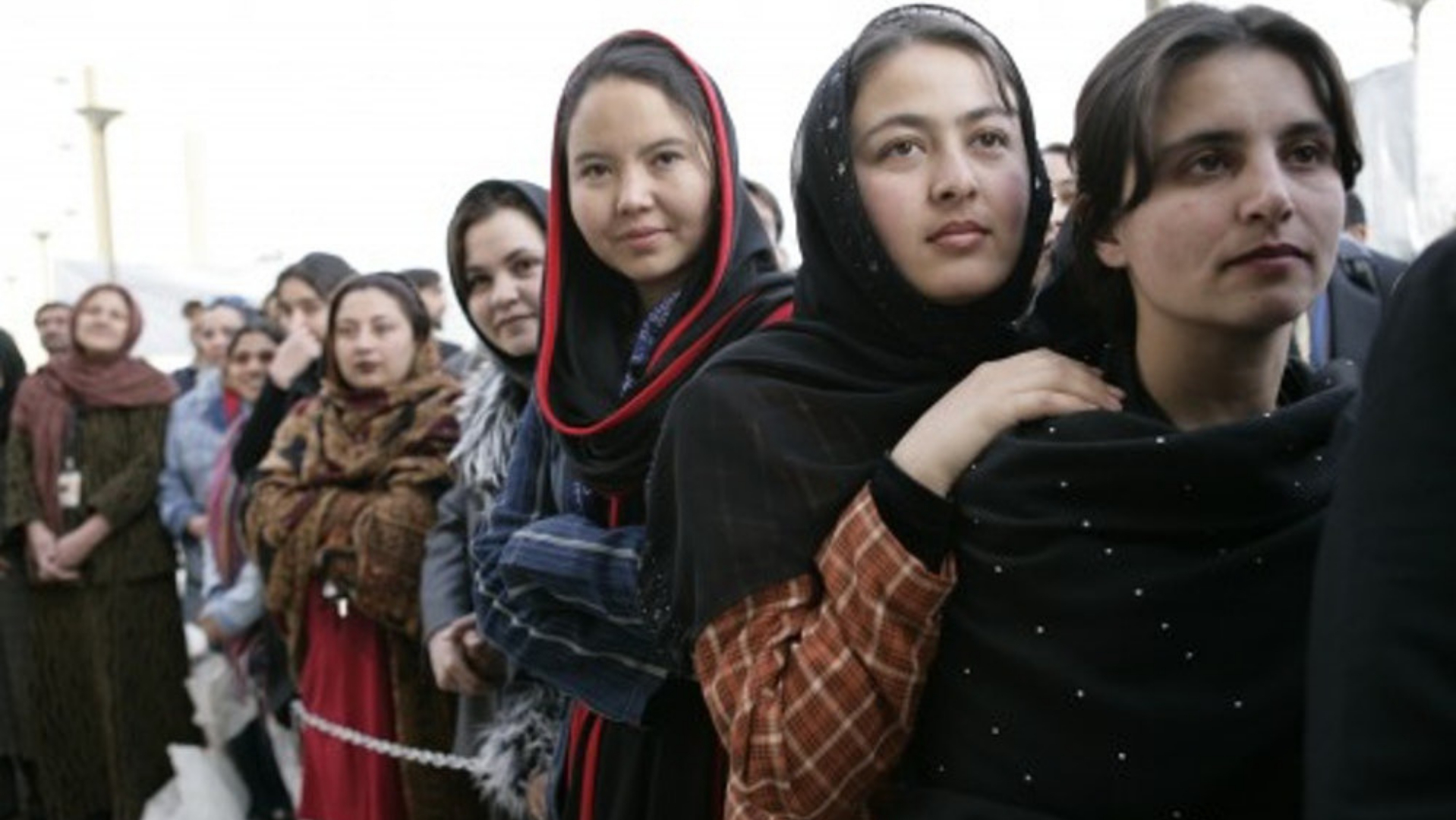
Femmes à Kaboul en 2016.

#### Absence de nom et campagneWhere is my name
En 2020, les femmes en Afghanistan sont avant tout définies par leurs relations : « fille de… », « sœur de… », « épouse de… ». Leur nom n'apparaît ni sur leur certificat de décès, ni sur les certificats de naissance de leurs enfants. Il n'apparaît pas plus sur leur pierre tombale, ni sur les invitations à leur mariage, ni habituellement sur les ordonnances qui leur sont délivrées. La BBC fait état du cas d'une femme atteinte de Covid-19, battue par son mari car le médecin avait écrit son nom sur l'ordonnance. De nombreuses personnes, dont des femmes, considèrent comme gênant de le révéler, car cela traduirait un manque de modestie ou une atteinte à l'honneur des familles.
En 2017, une Afghane, Laleh Osmany, rapidement soutenue par quelques célébrités, lance une campagne dont l'objectif est de faire modifier les règles d'enregistrement de l'état-civil, et d'inscrire le nom des femmes sur les cartes d'identité et sur les certificats de naissance des enfants. Malgré la forte opposition des conservateurs, et les réactions négatives d'internautes, le mouvement WhereIsMyName (« Où est mon nom ? ») semblerait avoir obtenu en 2020 des avancées, le président Ashraf Ghani ayant promis de demander à l'Autorité centrale de l'état civil afghan (Accra) d'étudier la possibilité de modifier la loi sur l'état-civil. Selon la BBC, fin juillet 2020, la loi aurait été modifiée en ce sens.

### Retour des talibans au pouvoir (depuis 2021)
En 2010, la chercheuse Sonia Jedidi affirmait déjà, à propos de l'Afghanistan : « L’histoire des femmes n’est qu’une succession d’avancées vers un statut moderne puis de régression à la suite des violentes oppositions des hommes qui ne veulent pas perdre leur pouvoir de contrôle sur les femmes ».

#### Reconquête du pays
En 2020, se tiennent les négociations de paix de Doha entre le gouvernement afghan et les talibans. L'équipe de négociateurs des autorités publiques compte seulement quatre femmes (dont l'ancienne vice-présidente de l'Assemblée nationale Fawzia Koofi), les talibans aucune. Le groupe féministe Women's National Movement for Peace est alors créé, rassemblant des femmes voulant peser, notamment via le cybermilitantisme, sur le processus de conciliation en cours, alors que plusieurs dispositions réglementaires concernant les femmes sont mises dans la balance par les talibans pour aboutir à un accord (question du voile islamique obligatoire, de la mixité scolaire, etc.).
L'année suivante, alors que les troupes américaines présentes depuis 2001 quittent le pays, laissant l'armée nationale seule face aux talibans et autres groupes islamistes, plusieurs femmes, et notamment les féministes, se sentent en danger, certaines étant menacées de mort. Alors que les féminicides sont nombreux en Afghanistan, plusieurs choisissent de s'exiler à l'étranger. Le 8 mai 2021, une cinquantaine de jeunes filles sont par exemple tuées à la sortie de leur école lors de trois attentats simultanés. Mary Akrami, qui a créé un réseau de 27 refuges pour les femmes victimes de violences familiales ou conjugales, dit craindre la disparition de ces refuges après l'abandon du soutien de la communauté internationale, et parle de trahison, l'accord de Doha n'ayant prévu aucun engagement des talibans en matière de respect des droits des femmes, à l'exception d'une vague promesse « dans le cadre des valeurs islamiques ».
Début juillet, un décret de la commission culturelle de l'émirat — qui ne contrôle alors que certaines parties de l'Afghanistan — oblige au recensement des jeunes filles célibataires et des veuves âgées de moins de 45 ans dans deux provinces du nord, afin de les obliger à se marier à des talibans.

#### Premières mesures et nouvelles restrictions
En août 2021, les talibans reprennent le contrôle du pays. Le même mois, l’un de leur porte-parole annonce que le voile islamique devient obligatoire pour les femmes, mais pas nécessairement la burqa (sans préciser quels autres voiles sont autorisés). Il ajoute que l'éducation, de la primaire à l'université, leur est autorisée. Le secrétaire général de l'ONU Antonio Guterres exprime son angoisse quant à la perte des droits des femmes « durement acquis » les dernières années. Nombre d'Afghanes se disent alors trahies par la communauté internationale,.
À l’été 2021, souhaitant présenter une image plus modérée que lors de leur dernier passage au pouvoir, les talibans affirment que les droits des femmes vont être respectés, même s'ils renient rapidement leurs promesses, revenant sur les progrès réalisés en la matière les deux dernières décennies. Le chef de leur bureau politique au Qatar, Shir Mohammad Abbas Stanikzai, déclare ainsi qu'il « pourrait ne pas y avoir » de femmes ministres dans le futur gouvernement ni d'autres nommées à des postes à responsabilité, ajoutant que certaines pourraient toutefois être promues à des échelons subalternes. En parallèle, une cinquantaine de femmes manifestent dans la ville d'Hérat, réclamant le droit de travailler et de figurer dans les futures instances de direction du pays. Selon 20 Minutes, cet évènement témoigne d'un début de libéralisation de la société afghane depuis vingt ans, contrastant avec la fin des années 1990, quand toute contestation du régime était violemment réprimée. En parallèle, 300 femmes manifestent voilées à Kaboul pour défendre les talibans.

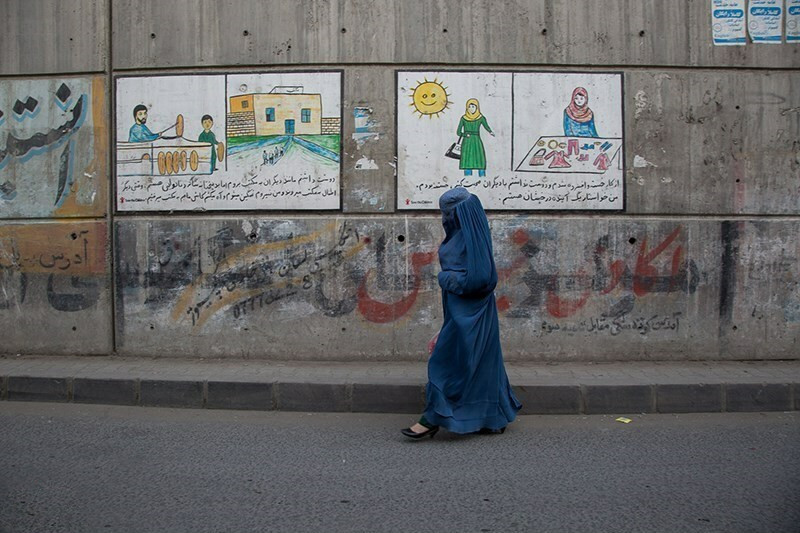
Une femme en burka dans une rue de Kaboul en septembre 2021.

Finalement, le premier gouvernement nommé par les talibans compte uniquement des hommes, surtout des ultraconservateurs. La représentante spéciale des Nations unies sur la violence sexuelle dans les conflits Pramila Patten estime alors cela « fai[sai]t douter du récent engagement à protéger et à respecter les droits des femmes et des filles d’Afghanistan »,. Par ailleurs, le ministère pour la Promotion de la vertu et la Répression du vice, qui avait déjà existé sous le précédent régime taliban, est recréé et s'installe à la place du ministère des Affaires féminines.

#### Durcissement progressif
À l'université de Kaboul, le nouveau recteur décrète jusqu'à nouvel ordre la fin du droit d'étudier et d'enseigner pour les femmes. Beaucoup quittent leur emploi et vivent désormais cloîtrées chez elles. Alors que l'ancien régime, certes corrompu et inégalitaire, disposait malgré tout d'un système judiciaire fonctionnel où travaillèrent durant vingt ans 270 femmes magistrates, le nouveau, où prime la loi du talion, voit ces anciennes juges traquées par les criminels qu'elles avaient fait condamner pour des viols et ou des meurtres et que les talibans ont libéré à leur arrivée au pouvoir.
Les actes d'intimidation et de répression à l'égard des femmes investies dans la sphère civile s'intensifient. Ainsi, des manifestantes sont arrêtées, blessées ou menacées. Le 5 novembre 2021, quatre dépouilles de militantes des droits des femmes sont découvertes criblées de balles ; des suspects sont arrêtés mais, pour la poétesse Hoda Khamosh, les talibans seraient les réels responsables. En conséquence, les rencontres entre féministes sont de moins en moins fréquentes et, plus généralement, les femmes disparaissent presque complètement de l'espace public dans certains quartiers de Kaboul. Les emplois publics leur sont majoritairement interdits et, dans les parcs publics de la capitale, sont par ailleurs instaurés des jours d'accès réservés aux femmes et d'autres aux hommes. En mars 2022, les écoles secondaires pour filles sont fermées, et les femmes non accompagnées d’un parent masculin ne peuvent plus prendre l’avion. Le 7 mai 2022, le chef suprême des talibans impose aux femmes le port de la burqa (voile intégral) en public,. De nombreuses femmes manifestent dans Kaboul en réaction à ce durcissement, en proclamant « La burqa n'est pas mon hijab ». Le 22 mai, les présentatrices de télévision se soumettent à l'ordre de se couvrir le visage à l'antenne,. L'interdiction de l'enseignement mixte, déjà en vigueur dans les écoles publiques, est étendu aux écoles privées, privant potentiellement de scolarité les filles de plus de 12 ans,. Les universités finissent par rouvrir mais avec des classes non mixtes et des injonctions vestimentaires.
Pratiques déjà existantes, les ventes d'enfants et les mariages précoces de filles augmentent.
Parallèlement, le régime taliban organise peu à peu l'invisibilisation des femmes. Le 10 novembre 2022, l'accès aux parcs et jardins publics leur est définitivement interdit, suivis quelques jours après par celui aux bains publics et aux salles de sports. En décembre 2022, l'enseignement supérieur est à son tour interdit aux femmes,. Quatre jours plus tard, les autorités talibanes ordonnent aux ONG nationales et internationales de ne plus faire travailler de femmes. Plusieurs organisations non-gouvernementales décident en retour de suspendre leur activité en Afghanistan, en soutien à leurs équipes féminines,.
Le 4 juillet 2023, les autorités ordonnent la fermeture des salons de beauté, entravant toujours plus l'accès à la vie publique pour les femmes. C'est un coup d'arrêt à l'expansion des instituts de beauté en Afghanistan, qui proliféraient dans les grandes villes sous le précédent régime.
Fin 2023, le Pakistan voisin ordonne l'expulsion des réfugiés afghans qui ont fui le régime taliban afin d'ensuite tenter d'obtenir un visa des consulats occidentaux. Les femmes seules, célibataires ou divorcées, les anciennes magistrates, journalistes, artistes et défenseures des droits humains, se retrouvent alors dans une situation particulièrement vulnérable. 
Fin mars 2024, le leader des talibans Haibatullah Akhundzada annonce sa volonté de rétablir la peine de lapidation publique pour les femmes.
Les trente-cinq articles d'une loi visant à « prévenir le vice et promouvoir la vertu » sont publiés le 31 juillet 2024. Elle édicte de nombreux interdits dont certains étaient déjà généralement admis dans l'Émirat islamique (l'adultère, l'homosexualité, les jeux d'argent, la création ou le visionnage d'images d'êtres vivants sur un ordinateur ou un téléphone portable, l'amitié avec un non-musulman...). La nouvelle loi prévoit notamment que « les femmes doivent couvrir leur corps entièrement en présence d'hommes n'appartenant pas à leur famille », de même que leur visage « par peur de la tentation ». Les femmes ne peuvent plus chanter, lire en public, se déplacer sans un mahram, se parfumer ou se maquiller, ni regarder les hommes avec lesquels elles n'ont pas de lien familial,. L'ONG Human Rights Watch souligne que ces attaques permanentes des Talibans contre les femmes s'appuient sur une objectification et sexualisation de ces dernières.
En octobre 2024, Mohammad Khalid Hanafi, le ministre chargé « de la Promotion de la vertu et de la Prévention du vice », promulgue une nouvelle loi interdisant cette fois aux femmes de faire entendre leur voix, même lorsqu’elles se trouvent parmi d’autres femmes,. En décembre , une directive officielle du régime taliban oblige les nouvelles constructions à ne pas offrir de fenêtre permettant de voir « la cour, la cuisine, le puits des voisins et les autres endroits habituellement utilisés par des femmes », cela « pour éviter les nuisances causées aux voisins » ; pour la même raison les fenêtres des maisons déjà construites devront être murées ou obstruées. La philosophe Camille Moreau, se référant à l'ouvrage Fenêtres : Chroniques du regard et de l’intime du philosophe et psychanalyste français Gérard Wacjman, affirme que cette décision du pouvoir afghan constitue une privation identitaire et une véritable stratégie de désubjectivation. Le régime demande également que les ONG se conforment au décret publié fin 2022 interdisant l’emploi de femmes afghanes. 
Ces mesures sont en contradiction avec les prescriptions de l'ONU, dont l'Afghanistan est membre depuis 1946, en matière de droits humains.
Certaines femmes « résistent » à leur manière en créant des écoles clandestines ; d'autres montent des ateliers de couture.
Le 4 février 2025, les autorités talibanes perquisitionnent la station de radio éducative pour femmes, lancée par Hamida Aman, Radio Begum à Kaboul et arrêtent deux employés. Le ministère de l’Information annonce dans la foulée la suspension de la diffusion. Cette station avait été fondée le 8 mars 2021, à l'occasion de la Journée internationale des droits des femmes et cinq mois avant que les talibans ne prennent le pouvoir. Reporters sans frontières (RSF) exige, dans un message sur X, « la levée immédiate de l’interdiction ». Cette suspension est un évènement dramatique pour les femmes, et surtout pour les jeunes filles. La station de radio diffusait quotidiennement six heures de programmes scolaires du collège et du lycée pour les près de trois millions d'afghanes privées d'école. Le même jour, des agents du ministère de l’Information afghan perquisitionnent Jawanan Radio, autre radio de Begum Organization for Women, qui s’adresse à une audience masculine, et située dans les mêmes locaux que Radio Begum, à Kaboul.

## Santé
Le suicide a été identifié sur la période 2001-2007 comme une forme de réponse à l'inacceptable pour les Afghanes provisoirement réfugiées en Iran puis de retour au pays. 
Alors que traditionnellement, dans le monde, le taux de suicide chez les hommes est le double de celui des femmes, le nombre de suicides a explosé chez les femmes, et leur nombre a dépassé celui des hommes à partir de 2022, traduisant le désespoir et l'absence de toute autre solution entre les interdictions imposées par les talibans et les violences familiales en hausse.
L'interdiction des études secondaires et supérieures aux filles fait craindre une pénurie féminine dans le secteur de la santé dans la mesure où, sous le régime taliban, seules les femmes peuvent soigner des femmes.

## Arts

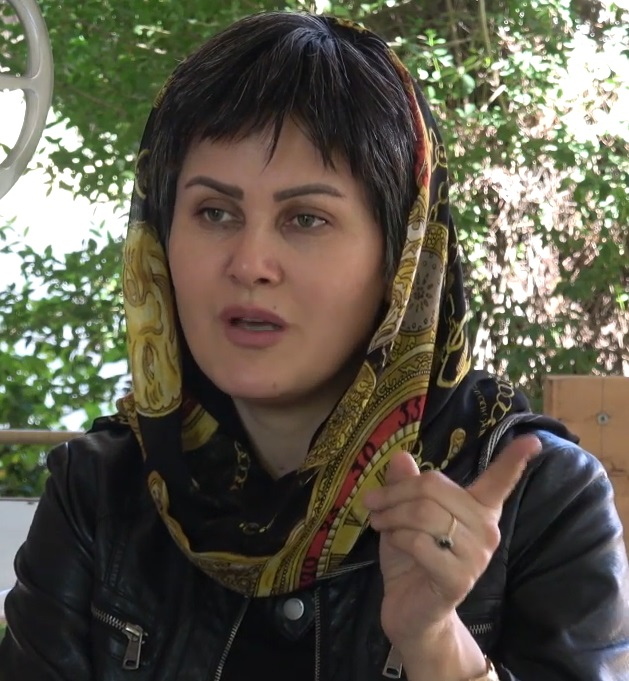
La réalisatrice Sahraa Karimi

Le film Osama (2003) de Siddiq Barmak raconte le quotidien dramatique d'une mère et sa fille sous le premier régime taliban.
En 2010, l'ethnomusicologue Ahmad Naser Sarmast fonde l'Institut national afghan de musique, le seul établissement en la matière dans le pays, alors que les talibans prohibent cette discipline artistique. Une décennie plus tard, l'institut compte 300 élèves dont 100 filles. Negin Khpalwak et Zarifa Adibad, les deux premières cheffes d'orchestre de l'histoire de l'Afghanistan, y ont notamment été formées ; elles dirigent l'orchestre Zohra, composé de 30 femmes et qui a réalisé plusieurs tournées mondiales. À la suite du retour des talibans au pouvoir en 2021, l'institut est fermé et les locaux seraient utilisés comme base d'une milice du réseau Haqqani,.
En 2019, la réalisatrice Sahraa Karimi devient la première femme à présider l'Afghan Film Organization.

## Impact économique
En 2025, une étude du Programme des Nations unies pour le développement déclare que l'exclusion des femmes de la sphère économique de l'Afghanistan va coûter 6 % du PIB afghan, entre 2024 et 2026, soit des pertes cumulées de 920 millions de dollars. Ce rapport précise que le taux d'emploi des femmes en Afghanistan était de 15 % avant le retour au pouvoir des talibans, contre en moyenne 7 % en 2025.

## Personnalités
- Zharifa Ghafari, entrepreneuse et femme politique.
- Roia Zamani, taekwondoïste, médaille de bronze chez les -72 kg lors des Jeux asiatiques de 2002 à Pusan.
- Zuhal Atmar, entrepreneuse et militante écologiste[83].